# Billed-Bladet
Billed-Bladet ("Bild-tidningen") är en dansk veckotidning som grundades 1938 (första numret gavs ut den 5 april) av Berlingske Tidende och hade inledningsvis de amerikanska bildjournalistiska LIFE och LOOK som förebilder. 1987 köptes tidningen av Aller-koncernen.  Sedan 1995 (då Prins Joachim gifte sig med Alexandra) har tidningen "Danmarks royale ugeblad" ("Danmarks kungliga veckotidning") som underrubrik och tonvikten läggs numera på kungligheter och andra kända personer - med en stor tv-bilaga.